# Calinaga saka
Calinaga saka är en fjärilsart som beskrevs av Moore 1901. Calinaga saka ingår i släktet Calinaga och familjen praktfjärilar. Inga underarter finns listade i Catalogue of Life.